# Бельгійський комітет допомоги голодуючим України та Кубані
Бельгійський комітет допомоги голодуючим України та Кубані — комітет, що створений українцями Бельгії під час Голодомору 1932—1933. Об'єднання активно доносило інформацію про Голодомор за кордоном. Зокрема, інформація, що надавалася комітетом публікувалася у таких виданнях як «Ліберальна Фландрія», «Меза», «Провінція Нагуру», «Провінція», «Денник з Бріж», «Денник Кантону з Сіней», «Буддучина Люксембургу» та інші. Так,  у значній мірі за сприяння комітету, в Бельгії упродовж 4 місяців до вересня 1933 року в 17 виданнях опубліковано близько 50 статей і повідомлень про ситуацію в Україні.